# Ainan
Ainan – rzeka we Francji, przepływająca przez teren departamentu Isère, o długości 16 km. Stanowi lewy dopływ rzeki Guiers.